# Prix Julia-Verlanger
Le prix Julia-Verlanger est un prix littéraire créé en 1986 à l'initiative de Jean-Pierre Taïeb, époux de l'écrivaine de science-fiction Julia Verlanger. Récompensant des romans de science-fiction ou de fantasy, le prix Julia-Verlanger, autrefois décerné par son créateur, est remis par un jury depuis 1992, à la suite du décès de Jean-Pierre Taïeb en 1991.
Le prix est attribué par la fondation Julia-Verlanger, agissant sous l'égide de la Fondation de France.
La désignation des vainqueurs et la remise des prix se faisaient conjointement au Prix Cosmos 2000 jusqu'en 1996. De 1997 à 2002, le prix Julia-Verlanger était attribué lors du festival Visions du futur, et depuis 2003, lors du festival Utopiales.
En 1996, le prix a été attribué à « Gilles Thomas », pseudonyme de Julia Verlanger.
Pour 1997, deux lauréats furent désignés : Pierre Grimbert dans la catégorie roman français et Clive Barker dans la catégorie roman étranger.
En 2025, le prix est présidé par Sara Doke ; les autres membres du jury sont François Manson, professeur de Lettres, auteur et critique littéraire, Marie Vincent, blogueuse littéraire, ainsi que  Sylvie Lainé. Jeanne-A Debats est jurée de plein droit depuis sa démission de la délégation artistique des Utopiales.

## Palmarès
- 1986 : Le Jeu du monde par Michel Jeury[2] et Noô par Stefan Wul (ex æquo)[3]
- 1987 : Phénix par Bernard Simonay[3]
- 1988 : Le Portrait du mal par Graham Masterton[3]
- 1989 : La Biche de la forêt d'Arcande par Hugues Douriaux[3]
- 1990 : L'Appel de Mordant par Stephen R. Donaldson[3]
- 1991 : La Belgariade par David Eddings[3]
- 1992 : Fendragon par Barbara Hambly[3]
- 1993 : Les Chroniques d'Alvin le Faiseur par Orson Scott Card[4]
- 1994 : Les Guerriers du silence par Pierre Bordage[5]
- 1995 : La Porte de Bronze par Bernard Simonay[3]
- 1996 : Les Cages de Beltem par Gilles Thomas (alias Julia Verlanger)[3]
- 1997 : Six Héritiers (Le Secret de Ji-1) par Pierre Grimbert et Imajica par Clive Barker (ex æquo)[3]
- 1998 : Mémoire vagabonde par Laurent Kloetzer[3]
- 1999 : Neverwhere par Neil Gaiman[3]
- 2000 : L'Équilibre des paradoxes par Michel Pagel[3]
- 2001 : La Cité entre les mondes par Francis Valéry[3]
- 2002 : Wonderful par David Calvo[3]
- 2003 : La Voie du sabre par Thomas Day[3]
- 2004 : Haute-École par Sylvie Denis[3]
- 2005 : Le Livre de Cendres par Mary Gentle[6]
- 2006 : Le Monde enfin par Jean-Pierre Andrevon[3]
- 2007 : Aqua™ par Jean-Marc Ligny[3]
- 2008 : La Vieille anglaise et le continent par Jeanne-A Debats[7]
- 2009 : Eifelheim par Michael F. Flynn[8]
- 2010 : Cygnis par Vincent Gessler[9]
- 2011 : Planète à louer par Yoss[10]
- 2012 : La Route de Haut-Safran par Jasper Fforde ; un prix spécial a également été décerné à Roland C. Wagner[11].
- 2013 : Le Protectorat de l’ombrelle par Gail Carriger[12]
- 2014 : la trilogie Le Melkine par Olivier Paquet[13]
- 2015 : Lum'en par Laurent Genefort[14]
- 2016 : Le Club des punk contre l’apocalypse zombie par Karim Berrouka[15]
- 2017 : Les Voyageurs par Becky Chambers[16]
- 2018 : L’Enfant de poussière par Patrick K. Dewdney[17]
- 2019 : Les Meurtres de Molly Southbourne par Tade Thompson[18]
- 2020 : la série Journal d'un AssaSynth par Martha Wells
- 2021 : Vers les étoiles de Mary Robinette Kowal[19]
- 2022 : Ring Shout : Cantique rituel par P. Djèlí Clark[20]
- 2023 : Paideia par Claire Garand[21]
- 2024 : Les Sentiers de recouvrance par Émilie Querbalec